# Garcinia xishuanbannaensis
Garcinia xishuanbannaensis là một loài thực vật có hoa trong họ Bứa. Loài này được Y.H. Li mô tả khoa học đầu tiên năm 1981.